# Daniel Åkervall
Karl Daniel "Åke" Åkervall, född 23 maj 1982, är en svensk fotbollsspelare från Södertälje som spelar för Kvarnsvedens IK. Han har spelat en säsong i Allsvenskan för Ljungskile SK säsongen 2008. Han har även spelat flera säsonger i Superettan för IK Brage, Ljungskile SK och IF Sylvia. Innan Åkervall kom till Sylvia 2006 spelade han för IK Sleipner.
På grund olika av skador deltog Åkervall bara ett fåtal matcher säsongerna 2012 och 2013. Efter en skada i början av 2014 kom han överens med klubben om att bara arbeta den tid han inte är skadad.